# Titan RT

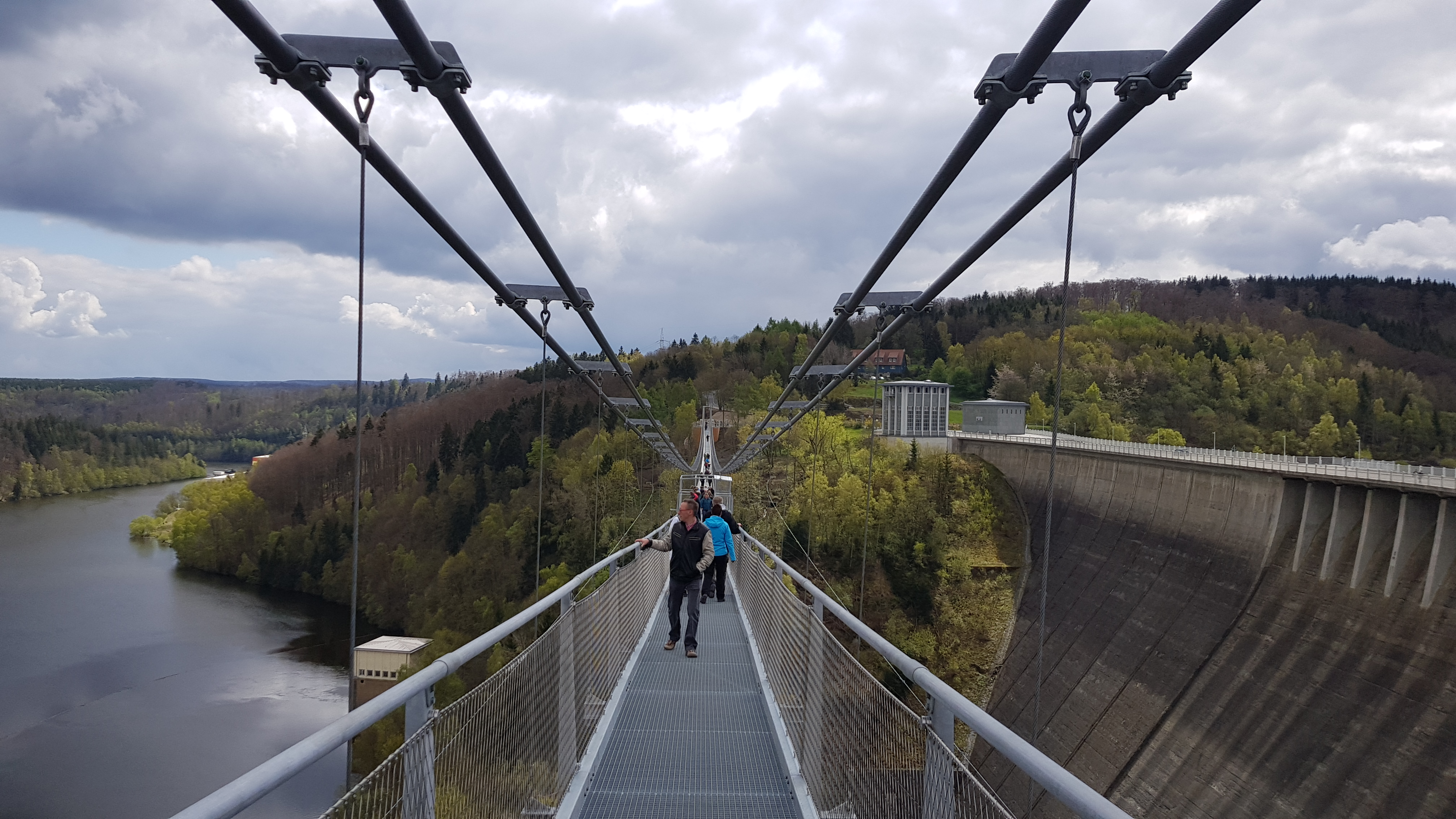
Titan RT; Blick nach Ostsüdosten

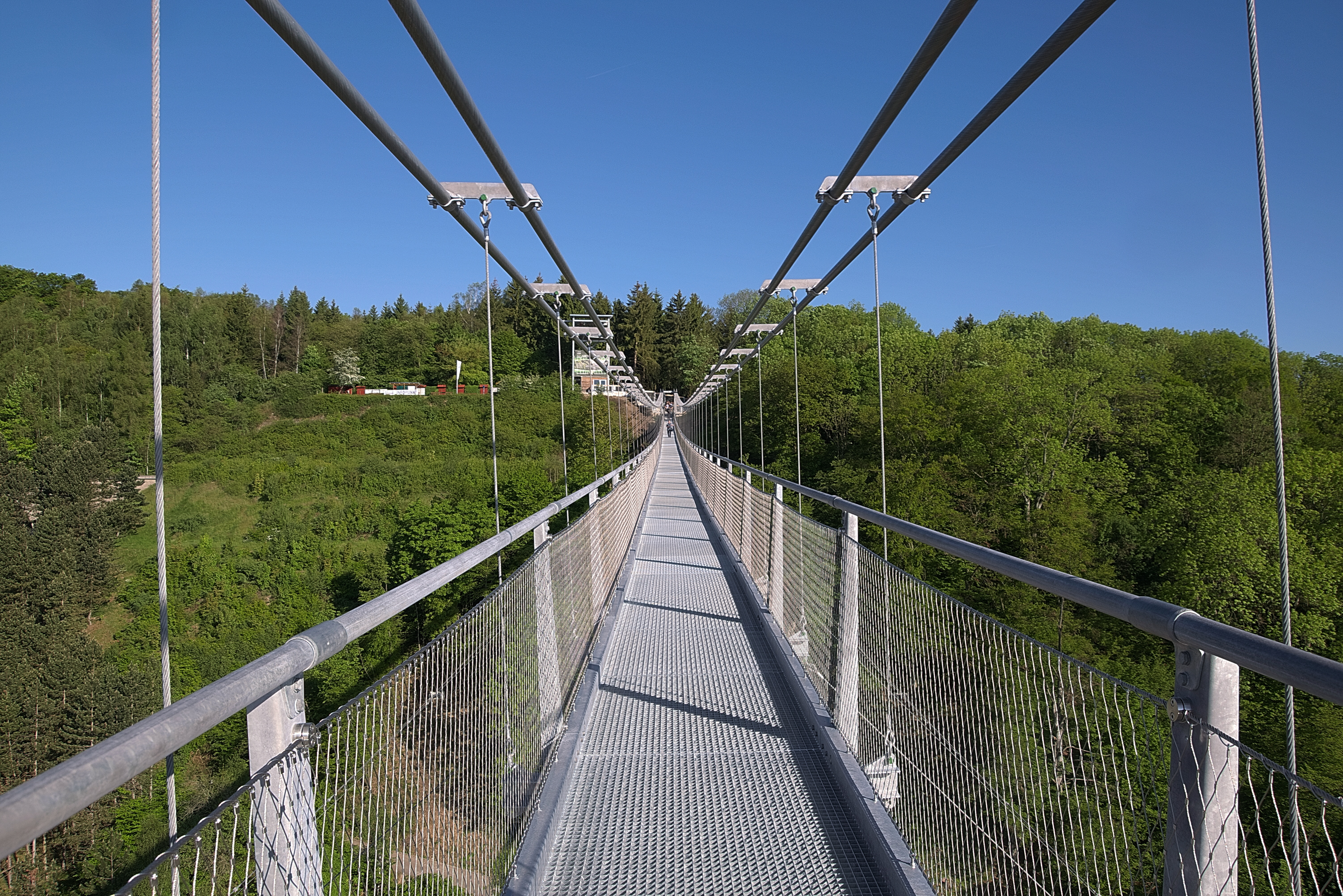
Titan RT; Blick nach Westnordwesten

Titan RT (Eigenschreibweise TitanRT) ist eine 2017 eröffnete und 483 m lange Fußgängerhängebrücke im Harz. Die Seilbrücke befindet sich in den Gebieten von Oberharz am Brocken und Thale im sachsen-anhaltischen Landkreis Harz, deren Grenze mittig durch die Brücke verläuft. Die Brücke hängt über dem an die Luftseite der Staumauer der Rappbodetalsperre stoßenden Teil des Stausees der Talsperre Wendefurth.
Das insgesamt 483 m lange Bauwerk gehört zu den längsten Fußgängerhängebrücken der Erde.
Von der 100 m hoch hängenden Brücke ist ein Pendelsprung 75 m per Gigaswing in die Tiefe möglich.

## Geographische Lage
Die Fußgängerhängebrücke befindet sich im Naturpark Harz/Sachsen-Anhalt etwa 50 m nordöstlich und parallel zur Staumauer der Rappbodetalsperre, der mit 106 m Höhe höchsten in Deutschland. Sie überspannt die Wasseroberfläche des an die Luftseite dieser Staumauer stoßenden Teils der Talsperre Wendefurth und damit das Tal der Rappbode. In der Nähe liegen diese Ortschaften: 1,9 km nordwestlich Neuwerk, ein Stadtteil von Oberharz am Brocken, und 2 km östlich Wendefurth, ein Stadtteil von Thale. Etwa 1 km ostsüdöstlich der Brücke befindet sich das Pumpspeicherwerk Wendefurth.

## Geschichte
Die Vorarbeiten für die Brücke begannen im November 2016. Nach Fertigstellung der Widerlager wurde die Seilbrücke innerhalb von vier Wochen im März 2017 aufgehängt. Sie wurde am 7. Mai 2017 eröffnet.

## Technik
Die insgesamt 483 m lange Fußgängerhängebrücke hatte von März bis Juli 2017 mit 458,5 m das wohl längste frei hängende Teilstück aller Fußgängerhängebrücken der Erde. Die maximale Höhe über dem Grund beträgt knapp 100 m. Die 118 Tonnen schwere Brücke ist mit 947 t Zugkraft in den Schieferfelsen beider Talseiten verankert; die 48 Zug- und Druckanker sind bis zu 27 m lang. Die Verankerungen der Tragseile wurden pro Widerlager mit 12 Dywidag-Ankerstangen von 57,5 mm Durchmesser realisiert. Für die Widerlager wurden insgesamt 148 m³ (363 t) Beton mit 25 t Bewehrungsstahl verwendet. Die Brücke hat vier Haupttragseile (Spiralseile) mit 65 mm Durchmesser und zusätzlich zwei Stabilisierungsseile mit 36 mm Durchmesser.

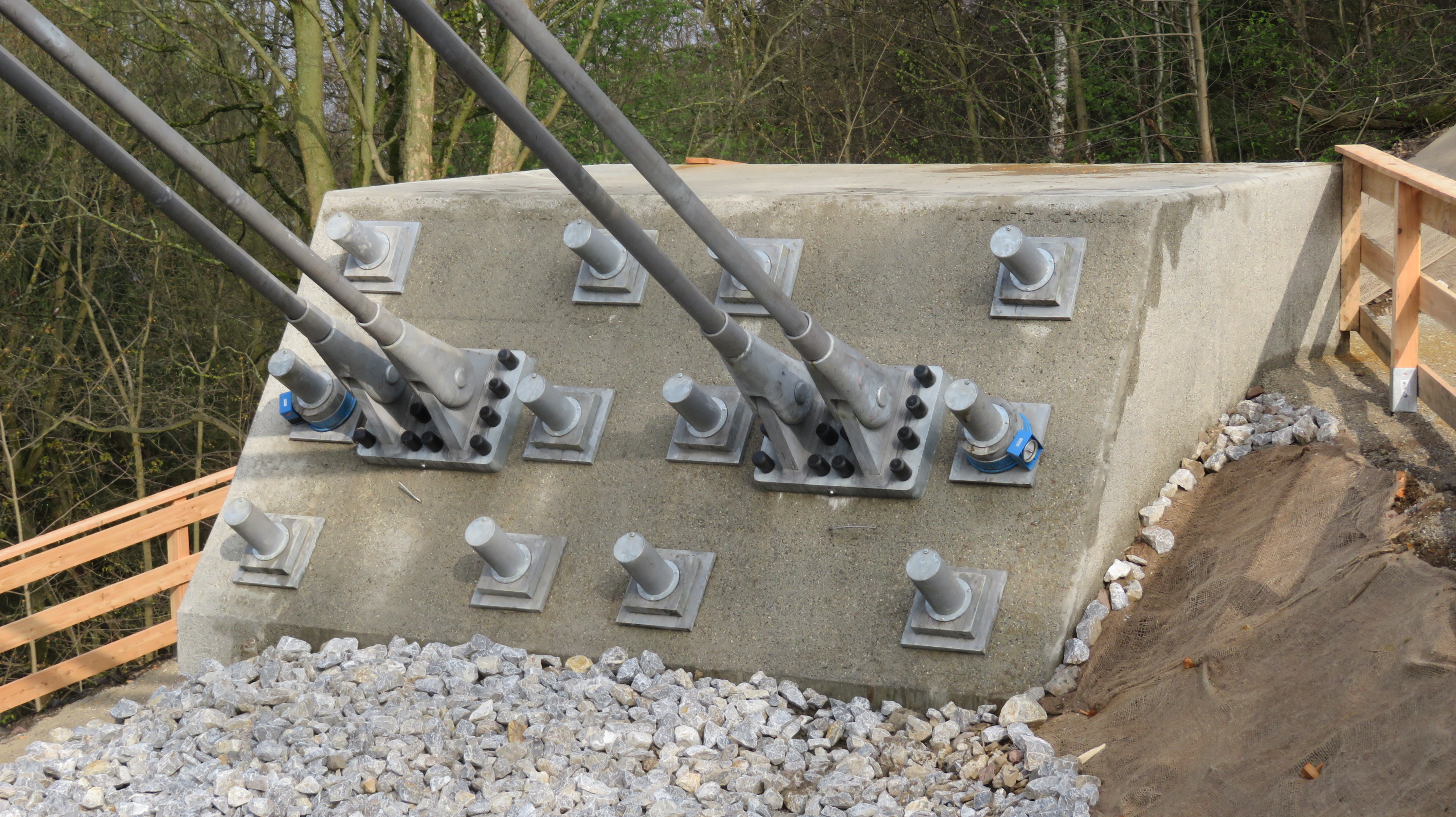
Verankerung der Hängebrücke
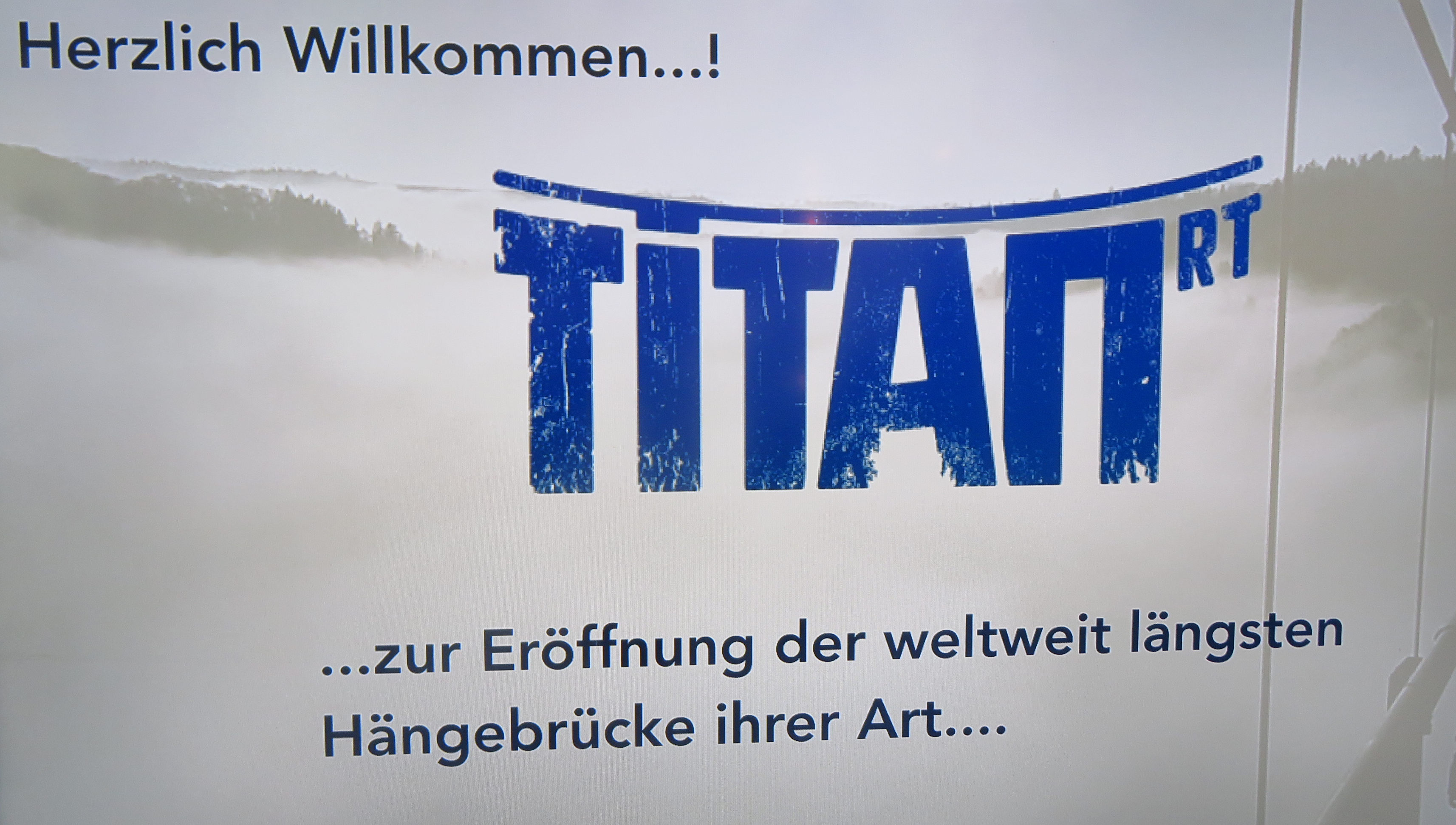
Logo zur Eröffnung von Titan RT (2017)
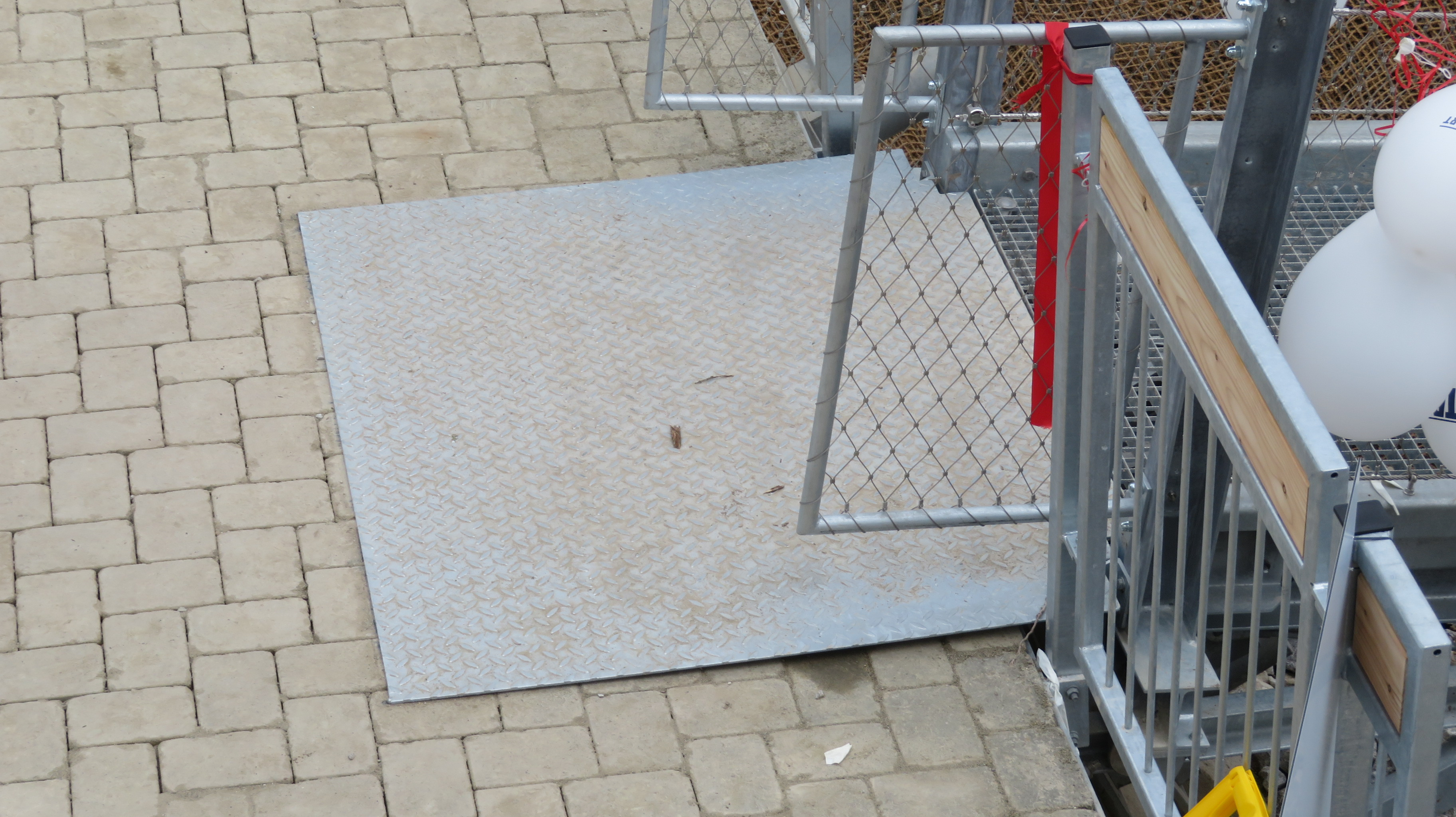
Schleppplatte am Übergang

Schräg unterhalb der unteren Lastseile verlaufen zwei parabolisch montierte Windlastseile, die bei einer Vorspannung von 50 kN mit 12 m tiefen Dywidag GEWI-Ankern von 32 mm Durchmesser im Fels verankert sind. An diesen Seilen ist die Brücke schräg abwärts abgespannt, wodurch sie seitlich stabilisiert wird, damit sie sich bei starken Winden nicht überschlägt und generell ein gedämpftes Schwingungsverhalten zeigt. Die Brücke ist für eine Belastung von etwa 200 Personen bei einem angenommenen Durchschnittsgewicht von 80 kg ausgelegt.
Der Laufsteg der Brücke besteht aus Gitterrostplatten, die in die Stahlkonstruktion integriert sind. Das Geländer aus Rundstahlrohren wurde mit einem Drahtnetz gesichert, sodass ein seitlicher Schutz gegeben ist. Der Steg ist 120 cm breit und weist beidseitig ein 130 cm hohes Geländer auf, das durch Edelstahlnetze verschlossen ist. Die Stahlkonstruktion wurde aus Baustahl (S355) gefertigt. Am Übergang zur Betonkonstruktion ist eine eigene Schleppplatte angebracht, die die Bewegung der Brücke mitsamt den temperaturbedingten Dehnungen überbrückt.

## Beteiligte Unternehmen
- Bauherr: Harzdrenalin, Maik und Stefan Berke, Elbingerode, Oberharz
- Generalplaner: hochkant GmbH, Gestratz-Brugg, Bayern
- Konstruktion: Ingenieurbüro Dieter Linka, Oberstdorf, Bayern
- Statik: Ingenieurbüro Aste-Weissteiner, Innsbruck, Tirol
- Geotechnik: Ingenieurbüro Bernhard Wietek, Sistrans bei Innsbruck, Tirol
- Generalunternehmer: HTB-Baugesellschaft m.b.H., Arzl im Pitztal, Tirol
- Stahlbau: Falkner Maschinenbau GmbH, Roppen, Tirol
- Seilhersteller: Fatzer AG Drahtseilwerk, Romanshorn, Schweiz

## Gigaswing
Der Gigaswing ist ein Pendelsprung, bei dem man unter der Hängebrücke abspringt und an einem 75 m langen Seil unter der Brücke auspendelt. Er kann alleine oder als Tandemsprung durchgeführt werden, während dessen zwei Personen gleichzeitig den Sprung durchführen.

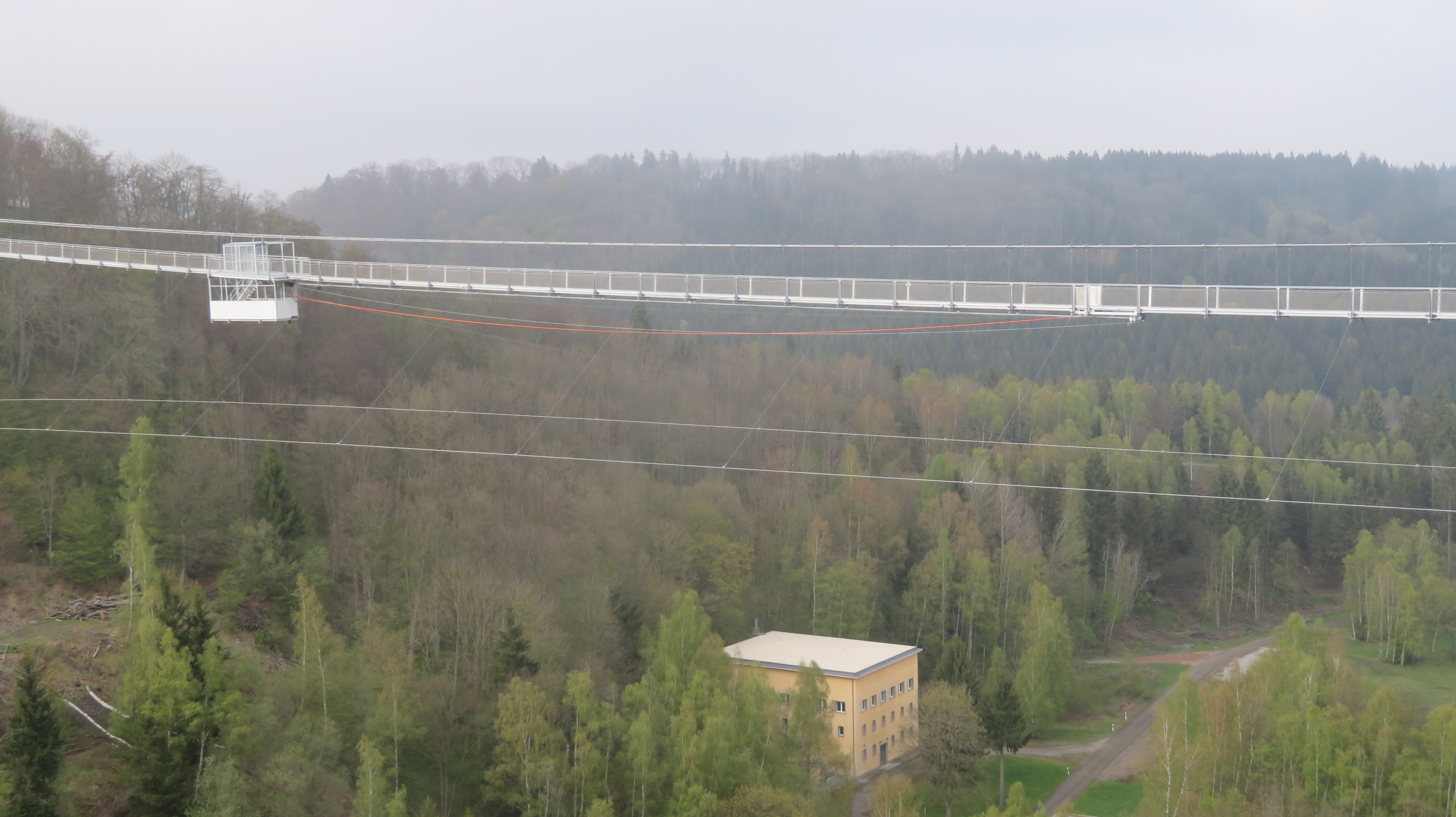
Seilvorrichtung für den Gigaswing unter der Brücke
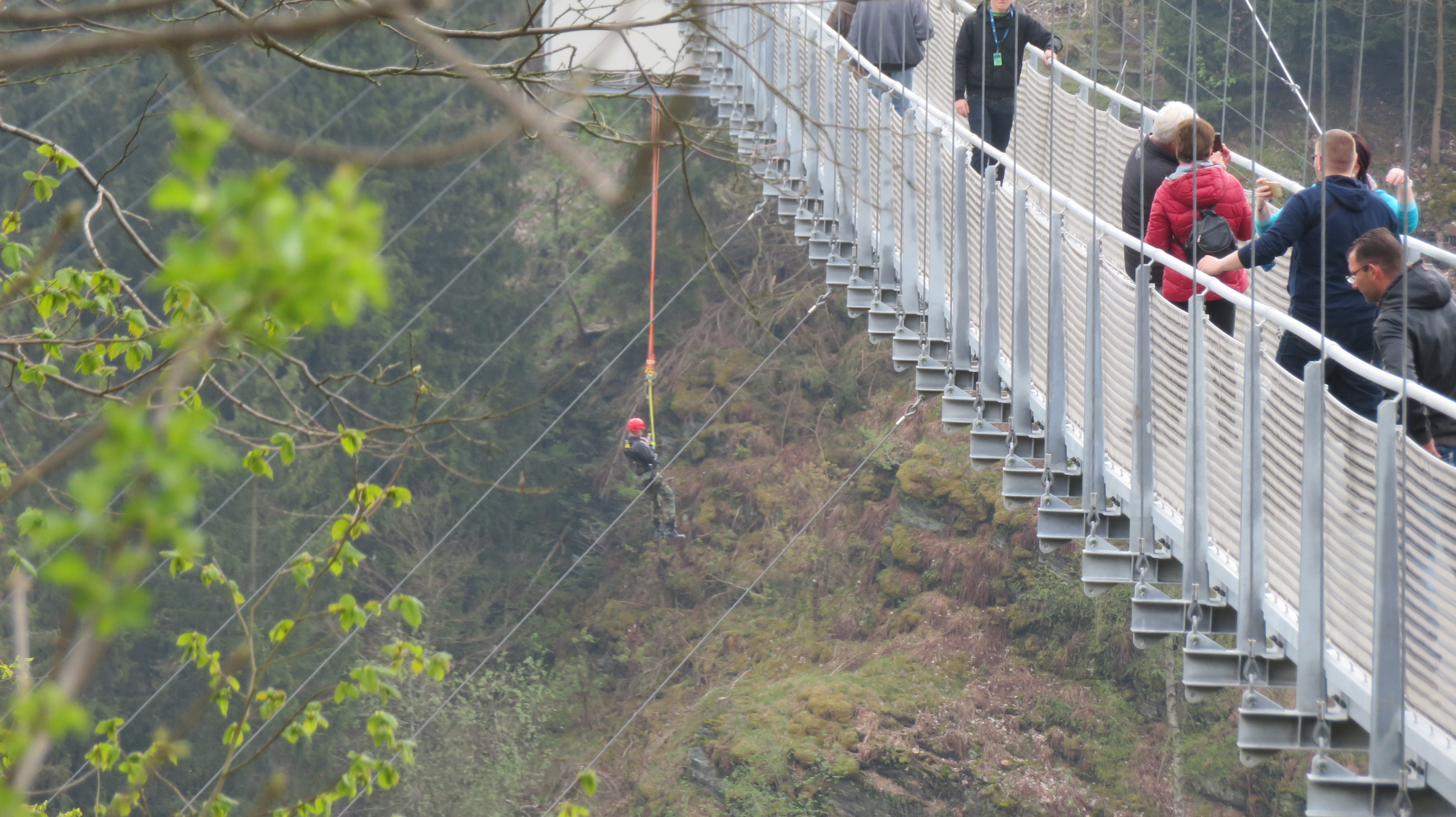
Person am Seil des Gigaswing unter der Hängebrücke
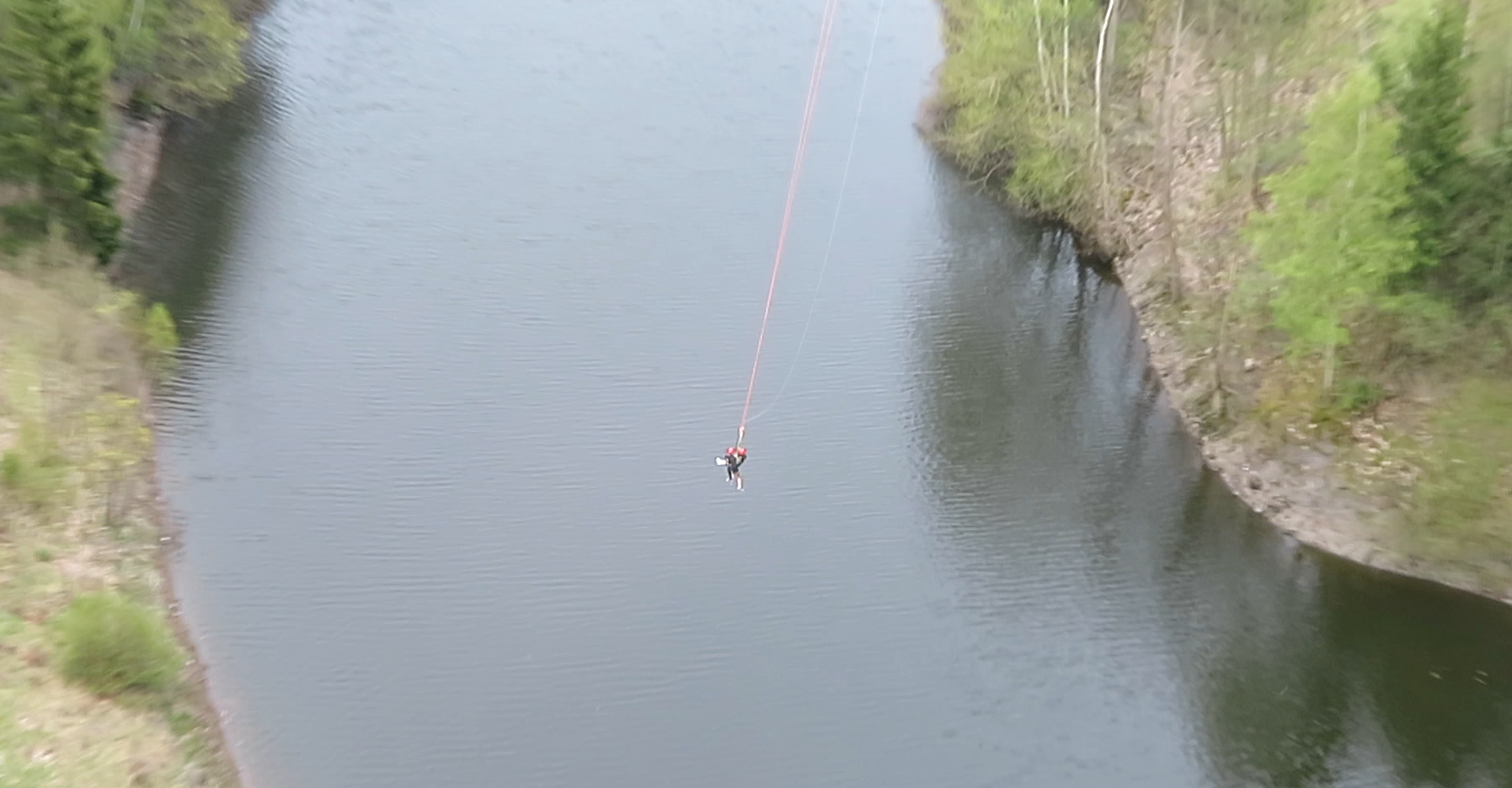
Gigaswing-Tandemsprung

Dazu steigt man im Bereich der Hängebrücke in einen eigenen Absprungraum und wird dort von erfahrenem Personal an das Seilsystem angehängt und gesichert. Anschließend kann man den Pendelsprung durchführen. Nach dem Auspendeln wird man wieder an die Absprungstelle mit einem Seilzug hochgezogen und kann auf der Hängebrücke seine Wanderung fortsetzen.
Die Fallhöhe über der Rappbode übertrifft die Höhe des klassischen Bungeesprunges am Kawarau River in Neuseeland (43 m) deutlich.

## Tourismus

### Wandern
Über die brückennahe Staumauer führt der Wanderweg Hasselfelde–Rübeland (HK 27). Wenige Kilometer nordwestlich der Brücke kreuzt dieser Weg den nördlich vorbei an der Talsperre Wendefurth und abschnittsweise im Tal der Bode verlaufenden Harzer Hexenstieg. In der Umgebung befinden sich als Ausflugsziele zum Beispiel die Rübeländer Tropfsteinhöhlen (Baumannshöhle, Hermannshöhle), die Westernstadt Pullman City, die Harzköhlerei Stemberghaus mit dem Köhlereimuseum und das Schaubergwerk Erzgrube Büchenberg.

### Doppelseilrutsche Megazipline
Etwa 100 m nordöstlich der Staumauer der Rappbodetalsperre befindet sich mit der Megazipline die längste Doppelseilrutsche Europas. Sie wurde am 11. November 2012 eröffnet und überspannt auf etwa 1000 m Länge und mit maximal 120 m Höhe auch die Wasseroberfläche des an die Luftseite der Rappbodetalsperre stoßenden Teils der Talsperre Wendefurth. Der Start befindet sich etwas nördlich oberhalb der Staumauer nahe dem Tunnel der Landesstraße 96 und der Endpunkt liegt am Rand des Wendefurther Stausees. Dorthin können in einem Gurtsystem hängende Personen hinab rutschen, die nach rasantem „Flug“ per an den Metallrollen befindlicher Fliehkraftbremse abgebremst werden; als zusätzliche Bremse wirkt das durchhängende Seil.